# Oncholaimus ceterus
Oncholaimus ceterus is een rondwormensoort uit de familie van de Oncholaimidae.